# Isidora (canción)
«Isidora» es una canción interpretada por la cantante chilena Denise Rosenthal, incluida en su segundo álbum de estudio, Cambio de Piel (2017). Fue escrita por la cantante junto a Bastián Herrera, con la producción de Marcelo Aldunate. Fue publicada el 1 de septiembre de 2017 por Universal Music Chile, como el segundo sencillo del álbum.

## Antecedentes y lanzamiento
Luego de firmar con Universal Music Group en 2016, y luego de haber publicado su sencillo debut bajo una discográfica, la cantante confesó que con la ayuda de Marcelo Aldunate, se decidió por publicar "Isidora" como sencillo. 
Se grabó en marzo de 2017, con un lanzamiento inicial para junio del mismo año, pero que por diferentes motivos se fue corriendo hasta su lanzamiento oficial. "Isidora" es una de más canciones que ya estaban preparadas para ser incluidas en el segundo álbum de la cantante, con lanzamiento para fines de 2017. Se publicó oficialmente el 1 de septiembre de 2017.

## Composición
La canción fue escrita por Rosenthal junto a Bastián Herrera, con la producción de Marcelo Aldunate. Además, la cantante está acreditada como pianista. 
Está dedicada a su amiga Isidora, una de sus mejores amigas, quien falleció en 2010 al ser atropellada por un conductor en estado de ebriedad. Sobre su composición la cantante comentó: «La canción nació después de seis años de la muerte de una mis mejores amigas que falleció en un accidente de tránsito. De la muerte nadie te habla mucho, nadie nunca te enseña a cómo vivirla... Esta canción para mí fue como un proceso de mucha sanación».

## Video musical
El vídeo musical dirigido por Claudia Huaiquimilla fue publicado un día antes del lanzamiento oficial de la canción.

## Créditos y personal
Créditos adaptados de qobuz.com.
- Publicada por Universal Music Group, Universal Music Chile.

Personal
- Denise Rosenthal – voz, piano
- Marcelo Aldunate – producción
- Joe LaPorta – ingeniero de masterización
- Gonzalo González – ingeniero de mezcla
- Eduardo Iensen – guitarra eléctrica
- Bastián Herrera – ingeniero de grabación, efectos de sonido, secuenciador

## Posicionamiento en listas
| Listas (2017)          | Máxima posición |
| ---------------------- | --------------- |
| Spotify Top 200 Chile  | 117             |
| Spotify Viral 50 Chile | 1               |